# Mason McTavish
Pour les articles homonymes, voir McTavish.
Mason McTavish (né le 30 janvier 2003 à Zurich en Suisse) est un joueur canadien et suisse de hockey sur glace. Il évolue à la position de attaquant. Il est le fils de Dale McTavish.

## Biographie

### Jeunesse
McTavish nait à Zurich, alors que son père Dale est joueur pour le SC Rapperswil-Jona, situé dans une ville à proximité. À onze ans, il retourne au Canada pour s'installer à Carp, mais possède à la fois les nationalités canadienne et suisse.

### En club
Lors du repêchage de la LHO, McTavish est sélectionné au cinquième rang par les Petes de Peterborough. Jouant avec intensité, il se fait remarquer durant sa première année junior. La conclusion de celle-ci étant interrompue par la pandémie de Covid-19. La saison suivante est également annulée, ce qui oblige McTavish d'être prêté en Suisse, au HC Olten, durant son année de repêchage. Ses performances dans cette ligue, où il affronte des adultes bien plus âgés que lui, lui permettent de se hisser au deuxième rang des meilleurs espoirs nord-américains pour le repêchage à venir. Le repêchage étant particulièrement imprévisible, les experts ne s'entendent pas sur le rang où McTavish sera repêché, certain prévoyant qu'il ne sera pas appelé dans le top 10. Son style de jeu physique et sa ténacité attirent alors l'attention des Ducks d'Anaheim, ces caractéristiques étant centrales à l'identité des Ducks, ces derniers le repêchent au troisième rang.
Le 13 août 2021. il signe son premier contrat professionnel avec l'équipe. Le même jour, Olen Zellweger et Sasha Pastujov signent également leurs contrats d'entrée. Il fait l'équipe dès son premier camp d'entrainement. À son premier match avec l'équipe, il marque son premier but dans la LNH.

### En équipe nationale
McTavish représente le Canada au niveau international. Il participe aux Jeux olympiques de 2022 et est nommé capitaine d'équipe Canada junior lors du Championnat mondial de hockey junior de 2022. Lors de ce tournoi, il est nommé le joueur le plus utile et le meilleur attaquant du tournoi. Il effectue un arrêt remarquable qui sauvera son équipe d'une défaite en prolongation lors de la finale opposant le Canada à la Finlande.

## Statistiques

### En club
| Saison    | Équipe                        | Ligue   |    | Saison régulière | Saison régulière | Saison régulière | Saison régulière | Saison régulière |    | Séries éliminatoires | Séries éliminatoires | Séries éliminatoires | Séries éliminatoires | Séries éliminatoires |
| Saison    | Équipe                        | Ligue   | PJ | B                | A                | Pts              | Pun              | PJ               | B  | A                    | Pts                  | Pun                  |                      |                      |
| 2016-2017 | Ottawa Valley Titans U14 AAA  | HEO U14 | 27 | 27               | 20               | 47               | 32               | 10               | 13 | 9                    | 22                   | 26                   |                      |                      |
| 2016-2017 | Ottawa Valley Titans U15 AAA  | HEO U15 | 5  | 3                | 1                | 4                | 6                | -                | -  | -                    | -                    | -                    |                      |                      |
| 2017-2018 | Ottawa Valley Titans U15 AAA  | HEO U15 | 30 | 49               | 34               | 83               | 40               | 11               | 17 | 6                    | 23                   | 18                   |                      |                      |
| 2017-2018 | Pembroke Lumber Kings U18 AAA | HEO U18 | 4  | 2                | 3                | 5                | 2                | -                | -  | -                    | -                    | -                    |                      |                      |
| 2018-2019 | Pembroke Lumber Kings U18 AAA | HEO U18 | 41 | 47               | 32               | 79               | 109              | 8                | 7  | 8                    | 15                   | 14                   |                      |                      |
| 2018-2019 | Pembroke Lumber Kings         | CCHL    | 5  | 3                | 4                | 7                | 6                | -                | -  | -                    | -                    | -                    |                      |                      |
| 2019-2020 | Petes de Peterborough         | LHO     | 57 | 29               | 13               | 42               | 31               | -                | -  | -                    | -                    | -                    |                      |                      |
| 2020-2021 | HC Olten                      | NL      | 13 | 9                | 2                | 11               | 6                | 4                | 2  | 5                    | 7                    | 4                    |                      |                      |
| 2021-2022 | Ducks d'Anaheim               | LNH     | 9  | 2                | 1                | 3                | 2                | -                | -  | -                    | -                    | -                    |                      |                      |
| 2021-2022 | Gulls de San Diego            | LAH     | 3  | 1                | 1                | 2                | 4                | -                | -  | -                    | -                    | -                    |                      |                      |
| 2021-2022 | Petes de Peterborough         | LHO     | 5  | 6                | 1                | 7                | 11               | -                | -  | -                    | -                    |                      |                      |                      |
| 2021-2022 | Bulldogs de Hamilton          | LHO     | 24 | 14               | 26               | 40               | 20               | -                | -  | -                    | -                    | -                    |                      |                      |
| 2022-2023 | Ducks d'Anaheim               | LNH     | 80 | 17               | 26               | 43               | 44               | -                | -  | -                    | -                    | -                    |                      |                      |

### En équipe nationale
| Année | Équipe           | Compétition              |   | PJ | B | A  | Pts | Pun           |  | Résultat |
| 2020  | Canada White U17 | Défi mondial U17         | 6 | 2  | 1 | 3  | 8   | 5e place      |  |          |
| 2021  | Canada U18       | Championnat du monde U18 | 7 | 5  | 6 | 11 | 10  | Médaille d'or |  |          |
| 2022  | Canada U20       | Championnat du monde U20 | 7 | 8  | 9 | 17 | 2   | Médaille d’or |  |          |
| 2022  | Canada           | Jeux olympiques          | 5 | 0  | 1 | 1  | 2   | 6e place      |  |          |